# Алфимов, Николай Николаевич
Николай Николаевич Алфимов (4 августа 1923, Владикавказ — 2006, Санкт-Петербург) — доктор медицинских наук (1965), профессор Санкт-Петербургской государственной академии физической культуры им. П. Ф. Лесгафта. Заслуженный деятель науки Российской Федерации.

## Биография
Участник Великой Отечественной войны (Ленинградский фронт, 1941).
Окончил Военно-морскую медицинскую академию (1945). В 1945—1948 на офицерских врачебных должностях на флоте: врач дивизиона тральщиков, врач-гигиенист санитарно-эпидемиологической лаборатории Лиепайской военно-морской базы.
В 1948—1951 адъюнкт кафедры Общей гигиены ВММА. С 1951 г. на научно-преподавательской работе в ВММА и ВМА им. Кирова.
В 1968—1976 начальник кафедры военно-морской и радиационной гигиены Военно-медицинской (Медико-хирургической) академии .
Полковник мед. службы (1962), доктор медицинских наук (1964), профессор (1967).
После увольнения с военной службы (1976) до 1991 г. заведовал кафедрой гигиены спорта Ленинградского института физической культуры. С 1991 профессор кафедры профилактической медицины.

## Награды
- Орден Красной Звезды,
- Орден Отечественной войны II степени (1985),
- медаль «За боевые заслуги» (1951).

Заслуженный деятель науки Российской Федерации (1996), Отличник здравоохранения. Академик Международной академии наук экологии, безопасности человека и природы (1977).

## Научные труды
- Основы гигиены моря [Текст] / Б. М. Раскин, Н. Н. Алфимов, М. И. Гегечкори, А. С. Городецкий ; М-во здравоохранения Абхаз. АССР. — Тбилиси : Сабчота Сакартвело, 1974. — 171 с.; 21 см.
- Гигиена отдельных видов спорта [Текст] : (Лекции для студентов ин-та физ. культуры) / Н. Н. Алфимов, З. И. Знаменская, А. В. Тарасова ; Гос. ин-т физ. культуры им. П. Ф. Лесгафта. — Ленинград : [б. и.], 1977
- Очерки по медицинской географии морей Советского Союза / Н. Н. Алфимов ; АН СССР, Геогр. о-во СССР. Ленинград, 1973.
- Записки военно-морского гигиениста / Н. Н. Алфимов. — СПб., 2003. — 125, [2] с. : ил.; 20 см.